# 小NTR
小南達穆里·塔拉卡·拉瑪·拉奧（英語：Nandamuri Taraka Rama Rao Jr.，1983年5月20日—）或簡稱小NTR（英語：Jr NTR），印度男演員及電視節目主持人，主要從事泰卢固电影工作。他自2012年長期入選《富比士印度》百大名人榜單，並被印度媒體稱為「大眾人物」（Man of Masses）。
拉奧是日場偶像兼安得拉邦前首席部長N·T·拉瑪·拉奧之孫，最早在《婆羅門·維什瓦米特拉》（1991年）及《羅摩衍那》（1997年）中以童星身分出道。他在《想見你》（2001年）中首次擔任主角，並憑藉《学生一号》（2001年）和《阿迪》（2002年）取得了事業突破。後續的成功電影包括《辛哈德里》（2003年）、《兄妹结：拉齐之火》（2006年）、《神级小偷》（2007年）、《雙龍會》（2010年）、《假戲真做闔家歡》（2010年）和《國王》（2013年）。
他的演藝事業經歷了下滑後，在2015年憑藉《任性》東山再起，並憑藉《对父亲的爱》（2016年）、《这些人渣欠修理》（2016年）、《智勇三響炮》（2017年）和《五卢比恩仇录》（2018年）取得了持續成功。時隔四年後，拉奧主演了S·S·拉傑摩利的票房大片《雙雄起義》（2022年），使拉奧成為泛印度巨星。

## 早年及家族
小南達穆里·塔拉卡·拉瑪·拉奧1983年5月20日生於安得拉邦海得拉巴，父親是電影演員兼政客南達穆里·哈里克里希納，母親名為沙利尼·巴斯卡·拉奧（Shalini Bhaskar Rao）。父親是泰盧固人，生長於安得拉邦克利須那縣的尼馬庫魯。母親是來自卡納塔克邦昆达普拉的卡納達人。拉奧是日場偶像兼安得拉邦前首席部長N·T·拉瑪·拉奧之孫。他的藝名起初為「塔拉克·拉姆」（Tarak Ram），在祖父的建議下改名為「N·T·拉瑪·拉奧」（N. T. Rama Rao）。
拉奧在海得拉巴的維迪亞蘭亞高中接受教育，並在海得拉巴的聖瑪麗學院完成了中學教育。他也曾在安得拉邦克利須那縣就學了一段時間。
拉奧是訓練有素的庫奇普迪舞者。演員南達穆里·卡延·拉姆是他同父異母的兄長，演員兼政客南達穆里·巴拉克利希納、2024年就任的安得拉邦首席部長N·錢德巴布·奈杜都是其叔叔、演員塔拉卡·拉納與政客納拉·洛克希則是拉奧的表親。

## 外部連結
- 小NTR在互联网电影资料库（IMDb）上的資料（英文）